# Fados de Coimbra e Outras Canções
Fados de Coimbra e Outras Canções é um álbum da autoria de José Afonso, editado em 1981.

## Alinhamento
- Saudades de Coimbra
- Fado D'Anto
- Senhora do Almortão
- Mar Alto
- Fado da Sugestão
- Balada de Outono
- Inquietação
- Fado dos Olhos Claros
- Vira de Coimbra
- Crucificado[1]